# Kolozsvári Izraelita Koedukációs Gimnázium
A Kolozsvári Izraelita Koedukációs Gimnázium 1940 és 1944 között Kolozsváron működő zsidó felekezeti iskola volt.

## Története
Zsidó iskola Kolozsváron a két világháború között csak 1920 és 1927 között működött, eleinte magyar nyelven, majd részben magyar, részben román nyelven, 1923-tól pedig csak román nyelven. 1927-ben az „irredentizmus” vádjával megszüntették. A második bécsi döntés után a magyarul való tanulást, amelyhez az erdélyi zsidóság nagy reményeket fűzött, megnehezítették az Észak-Erdélyre is kiterjesztett zsidótörvények. Antal Márk gyors és hathatós közbelépésére Hóman Bálint vallás- és közoktatásügyi miniszter engedélyezte a Kolozsvári Zsidó Fiúgimnázium és a Kolozsvári Zsidó Leánygimnázium megnyitását.  A két iskola 1940. november 1-jén kezdte meg működését nyolc-nyolc osztállyal. A két gimnázium 1942-ben egyesült Kolozsvári Izraelita Koedukációs Gimnázium néven.
Az iskola igazgatója Antal Márk lett, aki nagy hozzáértéssel irányította  egészen 1942 őszén történt haláláig. Utána Bach Endre lett megbízott igazgató. Az iskola főépülete a Nagy-Szamos utca 14. száma alatt volt, de voltak tantermei más helyeken is.
Az iskolában intenzív irodalmi, kulturális, tudományos és sporttevékenységek folytak, iskolai önképző körök működtek.
1944. március 27-én az orosz frontról visszavonuló német katonák megszállták Kolozsvárt. Elhelyezésükre az iskolákat jelölték ki, még aznap minden iskolában megszűnt a tanítás.
Az iskola tanulói közül a német haláltáborokból nagyon kevesen tértek vissza. Szerencsésebbek voltak a Kasztner-vonattal menekülők, akik közül 41-en a gimnázium tanulói voltak.

## Utótörténete
A háborúból hazatért kevés tanár 1945-ben a volt kollégium egyik (Eötvös utcai) épületében zsidó elemi iskolát nyitott Bihari Árpád igazgatásával. 1946 tavaszán középiskola is alakult, amelyik az 1948-as államosításig működött.